# Psicopompo

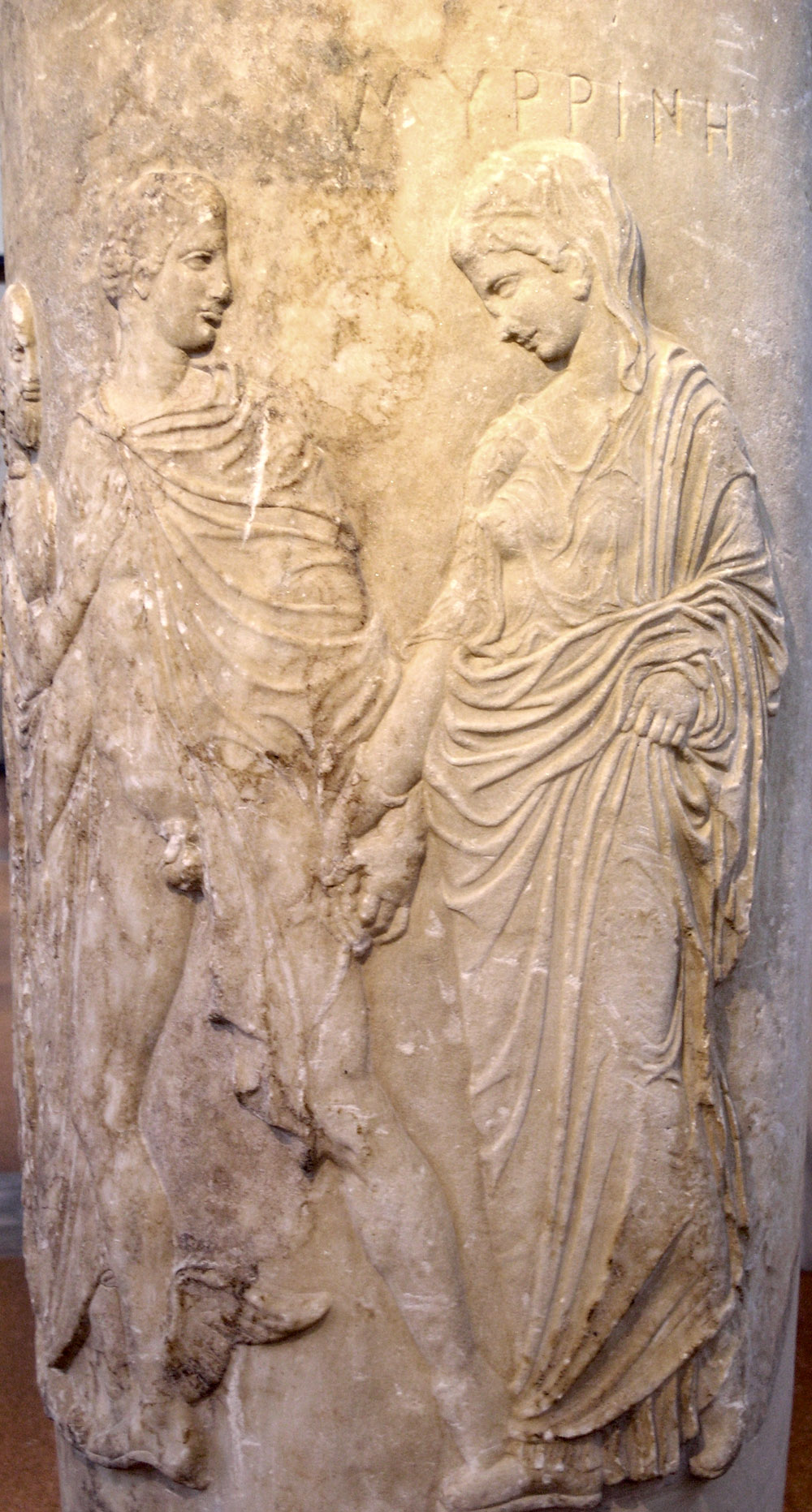
In questo rilievo funerario di Atene, Ermes conduce i deceduti nell'Ade

Nella mitologia e in religione, lo psicopompo è una figura (in genere una divinità) che svolge la funzione di accompagnare le anime dei morti nell'oltretomba. La parola "psicopompo" deriva dal greco antico ψυχοπομπóς?, composta da Psyché (anima) e pompós (colui che manda).

## Caratteristiche
La figura dello psicopompo è una figura centrale di molte mitologie e religioni antiche, e trova anche corrispondenze nelle religioni monoteistiche (talvolta per integrazione di miti antecedenti; si pensi per esempio al Caronte dantesco). Sovente è in coppia con un'altra divinità maggiore creatrice del mondo nella misura in cui lo psicopompo è un'entità neutrale, un messaggero dell'aldilà, una sorta di demone tra il mondo sensibile e il mondo sovrasensibile. Lo psicopompo non è quindi una divinità in senso proprio, poiché non giudica gli uomini ma si limita a traghettarli nel mondo ultraterreno.
Data l'importanza della riformulazione della morte come passaggio (trasformazione) nelle religioni e nelle mitologie, non stupisce che lo psicopompo sia in genere una figura di rilievo (nelle religioni politeistiche si tratta quasi sempre di una figura importante del relativo pantheon). Nel culto Vudù, esso è rappresentato dalla figura del Baron Samedi, divinità creata durante la deportazione degli schiavi africani nelle Americhe. Avevano l'attributo di psicopompo Ermes ed Ecate presso gli antichi Greci, Osiride presso gli Egizi, Charun presso gli Etruschi, Lúg presso i Celti, Odino presso i Germani, Pūṣan presso gli Indoari.
Creature psicopompe sono le sirene a forma di donna-uccello della cultura greca e magno greca: in numerosi contesti funerari, sono stati trovati oggetti a forma di sirena i cui elementi rappresentativi indicano la credenza che le sirene stazionassero alle porte degli Inferi con il compito di consolare le anime dei defunti con il loro dolce canto e di accompagnarle nell’Ade.